# Jelling Kirke
Jelling Kirke er en kirke i Jelling, Jelling Sogn i Vejle Kommune. Kirken ligger mellem de store gravhøje og er en del af Jellingmonumenterne, der er optaget på UNESCOs Verdensarvsliste.
Den nuværende kirke er en frådstenskirke fra starten af det 12. århundrede. Før stenkirken har der ligget tre trækirker på stedet. Kong Harald Blåtand rejste den første kirke på stedet. Denne første trækirke brændte. Det samme gjorde to senere trækirker, som der er fundet spor efter. I slutningen af det 11. århundrede blev der opført en frådstenskirke. Af denne blev koret nedrevet, og det gamle skib blev herefter brugt som kor (med et nybygget større skib).
Dele af kirken brændte i 1679, men blev genopført. Senere er der opført et våbenhus og et klokketårn samt et kapel, der nu er nedrevet.
En kammergrav blev under arkæologiske udgravninger i 1970'erne fundet under kirkeskibets gulv, og det skelet, som graven indeholdt, er efterfølgende fra en del sider blevet foreslået som værende Harald Blåtands far, Gorm den Gamle, mens andre holder på, at det nok snarere er Haralds bror, Knud Danaást, der blev gravlagt på dette sted.

## Kirkens etablering
Harald Blåtand menes at have bygget den første kirke på stedet. Denne kirke var af træ og målte 14 × 30 m, altså større end den nuværende kirke og langt større end andre træbygninger fra samme tid.
Det formodes, at den første kirke har haft en klokke, da en arkæologisk udgravning i 1978-79 fandt bronzerester i nærheden af et gravkammer i gulvet. Det, at gravkammeret og træbygningen er bygget samtidig, udelukker muligheden for, at den første bygning kan have været et hedensk vi.

## Kirkebygningen
Kirken er opført mellem år 1000 og 1100 i romansk stil, men står nu næsten uden særlige arkitektoniske kendetegn. Vinduer, døre, lofter og gulve er blevet skiftet ud adskillige gange og kirken har også været udsat for en del arkæologiske udgravninger.

### Koret
En udgravning i 2011 og 2012 fik det overraskende resultat, at kirkens kor er ældre end resten af kirken og efter al sandsynlighed er blevet bygget som skib. Efter en udvidelse af kirken ca. 1100 er det oprindelige kor sandsynligvis blevet revet ned og skibet taget i brug som kor. Det ældre kors udformning kendes ikke, men hvis det, som andre kor fra samme tid, har været kvadratisk, har det målt 5×5 m.
Da kirken (jf. kalkmaleriernes alder) må være fra før starten af det 12. århundrede, kan det nuværende kor sagtens være én af Jyllands ældste bevarede stenbygninger. Det faktum at den første stenkirke allerede blev opført før det 12. århundredes start er nemlig usædvanligt. Der findes kun få kirker i Danmark fra før 1100 og de findes typisk i kraftcentre som Roskilde og Ringsted. Dette betyder, at Jelling ikke mistede sin betydning efter Harald Blåtands død, men op i det 11. århundrede stadig var en vigtig by.
En forklaring på den pludselige udvidelse af kirken, der førte til nedrivning af koret, kan være, at den skiftede fra at være kongsgårdens kirke til at være kirke for hele Jelling.
Metoden med at genanvende kirkens skib som nyt kor er usædvanlig, men ikke enestående; der kendes tilsvarende kirker i andre dele af Danmark, f.eks. Ravnkilde Kirke og Skanderup Kirke. Metoden med at forkorte koret, da det blev taget i brug som skib ses tydeligst i Hatsted i Sydslesvig (hvor det ældre kor (med tilhørende apsis) faktisk aldrig blev revet ned).

#### Idéens opståen
Idéen om korets mulige brug som skib opstod i korets udformning; koret er nemlig rektangulært (9,5 × 7,5 m) og ikke, som i andre romanske kirker, kvadratisk; ingen havde hidtil kunnet give en tilfredsstillende forklaring på denne kendsgerning.
Men i 2011 fik kirkehistoriker ved nationalmuseet Thomas Bertelsen den idé, at koret ikke altid havde været benyttet som kor, men oprindeligt var blevet bygget som kirkens skib med et tilhørende kvadratisk kor længere mod øst. Dette kor var så, i forbindelse med en udvidelse af kirken, revet ned, og skibet var derefter indgået i den nye kirke som kor, men var blevet forkortet et par meter mod vest. Ved denne ændring blev kirken forskudt en smule mod vest.

#### Udgravningernes forløb
En undersøgelse i 1948, foretaget af Ejnar Dyggve havde bekræftet, at kirkens kor og skib ikke var opført på én gang. Dyggve kunne nemlig følge soklen ved korets sydfacade langt ind i skibet.
I 1978-1979 blev der foretaget en udgravning af Knud Krogh, der ligeledes kunne følge korets fundament ind i skibet. Disse undersøgelser ses nu som bevis på, at det gamle skib var blevet forkortet ved byggeriet af det nye skib.
2011
For at bekræfte/afkræfte teorien om korets brug som skib, igangsatte Jellingprojektet en udgravning ved kirkens østlige gavl i maj 2011. Udgravningen var koncentreret omkring østgavlen, hvor der, på selve gavlen og nedenfor den, var størst sandsynlighed for at finde rester af det formodede kor.
Udgravningen afslørede adskillige marksten ud for gavlens nordlige del, der kunne have været et fundament til en udgående mur. En mængde frådsten i markstenene antydede, at denne udgående mur havde været bygget af frådsten.
Da det er vanskeligt at se uregelmæssigheder i murværket på en hvidkalket mur, blev der, i forbindelse med udgravningen, banket kalk af i en vandret stribe i ca. 2 meters højde. I den sydlige del af gavlen sås en 1 meter bred forstyrrelse i murværket, der efter al sandsynlighed var en reparation af en tidligere udgående sydmur.
Da der var påvist både en nord- og sydmur sås forstyrrelsen i det uregelmæssige murværk som en metode til at reparere de åbne kratere, der opstod efter nedrivningen af disse mure. En sætningsskade i den sydlige del af gavlen viste, at reparationen ikke var helt stabil i starten.
Midt for gavlen sås desuden rester af en (nu tilmuret) arkade ind til det oprindelige kor. Da kalkmalerierne i det nuværende kor er malet over den tilmurede åbning, kan nedrivningen senest være sket i starten af det 12. århundrede.
Det var dog ikke sikkert om der virkelig var tale om et forsvundet kor eller måske blot en nedrevet apsis. Dette spørgsmål blev dog hurtigt besvaret af arkaden. Arkaden er nemlig (med en bredde på blot 1,8 m) ca. 90 cm smallere end tilbygningen (på begge sider). Dette taler for et kor, da en apsis som regel vil udvide koret i en glidende overgang.
2012
I juni 2012 igangsattes endnu en udgravning af gavlen. Udgravningen bekræftede teorien om koret, men kampestenene, der blev fundet året før viste sig alligevel ikke at være en del af det ældre kors mur.
Udgravningen startede med at afrense hele den østlige gavl. Der var ikke tydelige spor efter det nedrevne kor, men murværket var på den anden side meget uregelmæssigt og virkede sammensat. Der var især tydelige uregelmæssigheder omkring en bred revne, der løber lodret gennem hele gavlen. Revnen kunne ligne en sætningsskade, men der er forskel på stenene på hver side af revnen. Mod kirkens sydøsthjørne var stenene regelmæssige og smalle, mens de på den anden side var højere. Revnen markerer med al sandsynlighed grænsen mellem det oprindelige murværk (mod hjørnet) og en nyere, grovere reparation (mod midten).
Gavlens stilladshuller bekræftede dette. Under murkronen sås de tydeligt i lodrette afdelinger med indbyrdes afstand på ca. 110 cm. Denne afstand mellem stilladshullerne kendes fra andre bygninger helt op til nyere tid. Men tættere på vinduet ligger hullerne tættere og varierer i indbyrdes afstand. Dette ses kun hos mure, der er opført á flere omgange med forskellige stilladser. At nogle af hullerne skulle være påført i forbindelse med en restaurering af facaden er utænkeligt, da de alle er 60-80 cm dybe. Hvis murtykkelsen i det forsvundne kor lå på ca. 85 cm (som resten af kirken) var begge mure placeret ved de stilladshuller, der blev konstrueret til udbedring af facaden.
Det uregelmæssige murværk og stilladshullernes uensartede placering viste, at en del af østgavlen var blevet skiftet ud; dette må være sket allerede i ældre middelalder, da alt er sat i frådstensmørtel, der gik af brug i den senere middelalder. Det er dog formentlig ikke hele gavlen, der har været omsat; formentlig kun kassemurens facadesten. Tilsvarende omsætninger (ligeledes fra tidlig middelalder) ses også på andre kirker. Hvor stor en del af kirkens østgavl, der er ommuret er endnu ikke sikkert; men det må dreje sig om en stor del. Omsætningen kan opfattes som et tidligt forsøg på at reparere murværket, men der er stadig meget, der peger på nedrivning af en tilbygning.
Det kunne bekræftes, at arkaden, der blev fundet året før, har eksisteret, og da den er forholdsvis smal, blev teorien om en nedrevet apsis blev igen afkræftet.
Ved afrensningen blev der ydermere fundet en række kampesten i den nedre del af gavltrekanten. Disse var sat i frådstensmørtel, men fugerne var ikke udglattede og efterbehandlede, hvilket ikke er praktisk på en gavlfacade, der udsættes for vind og vejr. Der kendes dog lignende granitbånd fra frådstenskirker, men kun på indersiden af muren (ind mod kirkerummet). I Tamdrup Kirke ses et lignende kampestensbælte tæt ved tagkonstruktionen. Hvis Jelling Kirkes kampestensbælte også har ligget ved taget, er der samtidig en forklaring på, hvorfor gavltrekanten er bygget af store og porøse frådsten, der ikke holder så godt som frådstenene på resten af gavlen: gavltrekanten skulle nemlig vende ind mod det ældre kors loft. Hvis korets tag – som på det ældre skib – har hvilet på de påviste mure med en gængs hældning for romanske spærfag, markerer kampestenene formentlig et hanebånd, som det ses i Tamdrup Kirke.
Da det efter ældre undersøgelser stod klart, at skibet var blevet forkortet et par meter, da det blev taget i brug som kor, var det påfaldende, at der ikke var spor efter skibets vestgavl. Dog blev der gjort en interessant opdagelse, der måske kan forklare dette: Det nuværende kors fundament var under østgavlen blevet forstærket med granit mod midten. Som regel er et fundament bygget for at forstærke hjørnerne. Det kraftige fundament under østgavlen ses som en forstærkning efter reparationen af østgavlen, og dette må betyde, at det oprindelige fundament har været svagt, og at de sten, der blev fundet i 2011 (som man troede var det ældre kors nordmur), har være omrodet i nyere tid, og at det oprindelige fundament efter al sandsynlighed er forsvundet. At kirker er bygget med svagt fundament er ikke usædvanligt; flere romanske kirker er rejst direkte på grønsværen.

### Tilbygninger mv.
Den nuværende frådstenskirke fik senere tilbygget et tårn i sengotisk stil. samt et våbenhus i 1800-tallet.
Kor og skib havde oprindeligt flade lofter, men i 1620 fik koret et hvælv, som dog styrtede sammen i 1874. Ved sammenstyrtningen blev kalkmalerierne fundet.
I 1679 brændte dele af kirken.
Rundbuevinduerne stammer fra en restaurering i 1935-36. Kun et enkelt smiget rundbuevindue er bevaret i korets østmur.

## Interiør

### Kalkmalerierne
Kalkmalerierne i Jelling Kirke var Danmarks ældste kalkmalerier (sammen med malerierne i Tamdrup Kirke) og er dateret til anden halvdel af det 11. århundrede. Ved fundet i 1874 var de dog dårligt bevaret og man havde ikke den nødvendige teknik til at konservere dem. De blev derfor erstattet med kopier på grundlag af akvareller fra opdagelsen. Maleren Johan Thomas Skovgaard udførte i 1926 malerierne på sydvæggen. Det sammenhængende motiv er Johannes Døberens liv

#### Fundet
I 1874 styrtede korets hvælving fra 1620 sammen. Under denne sammenstyrtning blev der opdaget kalkmalerier på korets nordvæg. Kalkmalerikonservatoren Magnus Petersen blev tilkaldt, og efter et stykke tid var alle malerierne afdækket. Kalkmalerierne strakte sig over øst- og nordvæggen, men sydvæggen var nyopført efter en brand i 1679 og indholdt derfor ingen malerier. På nordvæggen var der senere blevet indhugget en åbning til et kapel (nu nedrevet), hvilket bevirkede et stort hul i malerierne.
Da man dengang ikke havde nutidens teknik til konservering, blev malerierne hugget ned, men da Magnus Petersen havde lavet flere særdeles vellignende akvareller, blev malerierne genskabt.
Magnus Petersen beskrev i sin bog Kalkmalerier i danske Kirker kalkmaleriernes ælde samt den brugte maleteknik "al fresco".

#### Udformning og tolkning
Kalkmalerierne består af i alt 9 scener og to tilmurede vinduer. Scenerne er adskilt af arkadebuer ved indendørs scener og træer og grene ved udendørs scener. Figurerne har ægformede hoveder, buklet hår, slanke hænder og draperierne er stiliserede; alle disse stiltræk peger på den byzantinske tradition. Over arkadebuerne og i sviklerne ses bygninger som kan være en fremstilling af Jerusalem.
Magnus Petersen var den første til at give et bud på maleriernes motiver; han var sikker på, at malerierne omhandlede Jesu barndom og ungdom, da han mente at kunne genkende træk fra flere af billederne. Poul Nørlund påpegede dog i bogen Danmarks romanske Kalkmalerier fra 1942 (af Poul Nørlund og Egmont Lind) adskillige fejl og mangler ved Petersens teori, og det ledte til den i dag accepterede teori, der fastslår scenerne som scener fra Johannes Døberens liv. Denne nye tolkning kan betyde, at kirken har været viet til Johannes Døberen.
Første og anden scene
De første to scener forestiller Johannes Døberens far, Zakarias, der fremtræder stum for menigheden efter mødet med englen (som beskrevet i Bibelen) I første scene ses en større menneskemængde (menigheden) og i næste scene ses resterne af en person med glorie (Zakarias). Petersen tolkede dog menigheden som Elisabeth, Johannes Døberens mor, og hendes tjenerinder, og den glorificerede person som jomfru Maria. Han mente dermed, at disse to buer tilsammen forestillede Besøgelsen. Petersen antog, at der havde været endnu et maleri på det smalle stykke væg ved korbuen, der forestillede Bebudelsen. Nørlund anfægtede ikke denne tolkning.
Men der blev senere stillet spørgsmålstegn ved denne tolkning, da personen, Petersen tolkede som Elisabeth ikke bar glorie, og personen fremtræder i en dragt, der ligner en mandsdragt. Desuden ses personen i en større menneskemængde, hvilket ikke passer med andre Besøgelsesscener (i f.eks. Råsted Kirke), hvor de to kvinder står tæt sammen.
Tredje og fjerde scene
Den tredje og fjerde scene anses for at have forestillet Besøgelsen og Zakarias, der skriver Johannes' navn. At Besøgelsen er placeret dér er dog kun gæt, da der end ikke findes rester af scenerne. (Den tredje og fjerde scene ligger nemlig ved det tilmurede kapel) De to scener er adskilt af et (nu tilmuret) vindue, der danner en naturlig skillevæg. Dette vindues eksistens blev dog først påpeget af Nørlund i 1942 ud fra en ældre tegning så Petersen dannede sig en helt anden forestilling om motivet.
Petersen mente, at de, for ham, tre scener gav plads til de hellige tre konger. Til sidst i fjerde scene ses nemlig et par hænder, der bærer et horn frem; tolket som den første konge, der frembærer sin gave. Nørlund påpegede dog, at de hellige tre konger ikke normalt frembærer horn, men snarere krukker eller dåser.
Desuden står manden med hornet ved en skrivepult; især dette ledte til teorien om, at billedet forestillede Zakarias. Hornet må dermed være et blækhorn
Femte og sjette scene (dobbeltscene)
Den næste scene er en dobbeltscene, forestillende Johannes Døberens fødsel med jomfru Maria i baggrunden.
Magnus Petersens mente dog, at den forestillede Jesu fødsel, men denne teori havde flere mangler: Jesusbarnet bør ikke ligge hos Maria, men i en krybbe, og barnet burde have korsglorie, som Jesus også har i en senere scene. Kvinden i baggrunden, der blev forklaret som en fødselshjælperske, blev i Petersens første tegning tegnet med en svag glorie og må derfor være en helgen. Alle disse uregelmæssigheder bliver naturlige, hvis scenen forestiller Johannes Døberens fødsel. Johannes Døberen blev nemlig ikke født i en stald og ligger derfor ikke i en krybbe; moderen til barnet er Elisabeth og kvinden i baggrunden er Maria.
Syvende og ottende scene
Efter fødselsscenen følger et vindue, der danner en naturlig skillevæg mellem scenerne. Syvende scene forestiller Johannes i ørkenen og ottende scene (scenerne er adskilt af træet, Johannes støtter sig til) forestiller Johannes, der taler til det jødiske folk. At det var Johannes, herskede der ingen tvivl om, da han rækker et bånd frem med tekststykket "VOX CLAMANTIS" ("Jeg er den røst, der råber i ørkenen"), der genkendes fra flere evangelier i Bibelen (bl.a. Matth. 3.2).
Magnus Petersen mente også, at ottende scene forestillede Johannes i ørkenen, men at den foregående forestiller Jesus.
Det var egentlig denne scene, der ledte til spekulationer om, hvorvidt serien forestillede Johannes Døberens og ikke Jesu liv. Scenen med Johannes, der taler til folket, ses nemlig sjældent i kristusserier, og det er mærkværdigt, at Jesu dåb har fået den fornemste plads bag altret. Begge faktorer ledte til tanker om, hvorvidt billedserien omhandler Johannes Døberens liv og ikke Jesu. Manden i ørkenen, som antoges at forestille Jesus havde nemlig ingen korsglorie og havde krøllet, lyst hår og ikke glat, brunt hår, som Jesus plejer at blive fremstillet med.
Niende scene
Scenen bliver i dag (såvel som i 1875) tolket som Jesu dåb. Denne scene fylder hele den nordlige del af østvæggen.
Tiende scene
På den anden side af vinduet i østvæggen sås resterne af et billede. I venstre side sås Jesus med korsglorie, men personen på Jesu venstre side var ødelagt; Magnus Petersen mente, at personen sandsynligvis var Pontius Pilatus., men dette er ikke sandsynligt, da Pilatus ofte afbildes siddende, mens han vasker hænder. Desuden vises Jesus i 3/4 profil, hvilket er den handlende Kristus, men under forhøret forholdt Jesus sig passiv. Scenen må dog alligevel tilhøre en anden historie end Johannes Døberens, da Jesus og Johannes ikke mødes efter dåben. Det mest nærliggende er at antage, at scenen forestiller brylluppet i Kanaan, Jesu første mirakel, hvor han forvandler vand til vin. Dette er dog kun én tolkning blandt flere.

### Prædikestolen
Prædikestolen er fra 1650 og er i renæssancestil, men Kristusbillederne i felterne er yngre. Fra Christian 5. og fremefter er der i lydhimlen påført monogrammerne for de danske regenter, som har besøgt kirken.

### Orglet
Orglet fra 1960 er bygget af Marcussen & Søn og var oprindeligt udstyret med 14 stemmer på 2 manualværker og pedalværk. I 2000 blev orglet udbygget med 2 rørstemmer, fagot og trompet. Det blev ved samme lejlighed drejet 90 grader.

### Døbefonten
Døbefonten er lokaliseret i den nordøstlige del af skibet. Den er af granit og i romansk stil med glat kumme og pyramidestubfod.

### Apostelfigurerne
På tårnrummets nordvæg hænger seks figurer forestillende bl.a. Sankt Peder med nøglen, Sankt Johannes med bægeret og de spedalskes helgeninde, Katharina af Alexandria.
Oprindeligt bestod figurrækken af ni figurer, men de to sidste forsvandt omkring år 1900 og er erstattet af seks nye apostle, der blev udført af lærer Henry Bayer i Jelling i forbindelse med en restaurering i 1970'erne. De forestiller Andreas med Andreaskors, Phillip med dobbeltkors, Thomas med vinkel, Simon Zelothes med sav, Jakob den Yngre og Mathias med dobbeltøkse.

#### Oprindelse
De seks ældre apostelfigurer stammer fra ca. 1500 og stod oprindeligt på en altertavle i Middelfart Kirke. De blev bragt til Jelling i 1715, da Niels Morville fra Brandbjerg købte altertavlen og opstillede den i Jelling. I kirkeværgens regnskab for Middelfart Kirke står der ud for året 1714-15:
| Citat | 13 August bekom Niels Morville paa Brandbjerg udj Jylland den gamle ubrugelige Alter Taufle mesten udj og overalt var forfaulet og opraadnet, haver ligget over 62 Aar og blev ført til Jelling Kirke udj Jylland og gav derfor 4 Rdl. | Citat |
|       | |       |

Apostelfigurerne berettes der om i den seneste beskrivelse af altertavlen i "Nordisk Billed-Magazin". Der står, at altertavlen var udsmykket med ni hvide figurer. Der berettes indgående om altertavlens udseende, om de ni figurer står der "sandsynligvis apostle, i det mindste den ene, St. Peder med nøglerne".
I forbindelse med Magnus Petersens restaurering af kalkmalerierne i 1874, blev den stærkt medtagne altertavle anbragt på kirkens loft, men læreren Christian Nielsen fandt den i så dårlig stand, at han tog resterne med hjem, hvor de, efter hans mening, ville få det bedre end på det fugtige loft.
I september 1893 hørte nationalmuseet, at altertavlen var blevet fjernet fra Jelling og bad provsten, G.E. Becker, om at undersøge om rygterne var sande. Kirkeværgen bekræftede rygterne, og efter en korrespondance lykkedes det at få seks apostle og Katharina tilbage til Jelling. De to manglende figurer var blevet solgt videre til en mand i Paris og kom aldrig tilbage til kirken.
De syv figurer blev anbragt på orgelpulpituret og blev senere anbragt på skibets nordvæg.

### Kirkeskibet
Kirkeskibet "Minerva" er en 3-mastet fuldrigger, bygget af fhv. skibstømrer Martin Hansen, København. Det er skænket af Christiane Rasmussen og hendes datter Hulda til minde om ægtemanden og faderen, kaptajn Anders Rasmussen, der desuden er far til Helge Rasmussen, kirkens sognepræst 1933-63. Det blev ophængt i kirken den 25. juni 1944.

### Udsmykning
Udsmykningen af Jelling Kirke, der blev doneret af År 2000 Fonden, blev udført af billedhuggeren Jørn Larsen og blev gennemført fra april til december 2000. Den 3. december blev kirken genåbnet ved en gudstjeneste med deltagelse af blandt andre Margrethe 2., prins Henrik og statsminister Poul Nyrup Rasmussen. Udsmykningen indbefatter vægge, gulv, ruder, bænke og belysning foruden førnævnte gamle elementer og inventar. Gulvet er af rød svensk granit (kaldet "Tranås) med et indlagt kors af højpoleret svensk granit, hvis arme vender mod døbefonten, altret (som er er udført i rød granit) og prædikestolen som symbol på dåb, nadver og Ordet.
Kunstruderne mod syd er udført i fransk blokglas. Østruden i røde nuancer som symbol på morgenrøden. De to sydruder i grønne og blå nuancer; signaler, der minder om hav, himmel, lyn og forår samt vikingernes møde med kristendommen.

### Galleri
- Bænkerækkerne set fra øst
- Bænkerækkerne set fra vest
- Døbefonten
- Lysekronen
- Altret
- Prædikestolen
- En kunstrude i Jelling Kirke
- De seks nyere apostelfigurer, der er udført af Henry Bayer
- De første scener af de rekonstruerede kalkmalerier, der forestiller Besøgelsen og de hellige tre konger (i dag formodes de oprindelige malerier, at have forestillet menigheden og den stumme Zacharias før Johannes Døbers fødsel).[16]
- Næste del af kalkmalerierne, der forestiller den sidste konge og Jesu fødslen (i dag tolket som Zacharias, der skriver Johannes' navn og Johannes' fødsel).[16]
- Et af de nyere malerier fra 1926: Englen, der bringer bud om opstandelsen foran kvinderne ved graven (malet af Johan Th. Skovgaard)

## Gravminder

### "Kongegraven"
Ved en restaurering af frådstensmurværket (hvor kirken var lukket) blev der i 1978-79 foretaget en udgravning af kirkegulvet under ledelse af Knud Krogh. Der blev fundet spor efter træbygninger, og nord for midterlinjen af den første træbygning blev der fundet et stort gravkammer (4 m × 2,5 m). Gravkammeret var dækket med ler, som træbygningens gulv var bygget på, så kirken må fra starten have været bygget som gravkirke.
I gravkammeret blev der fundet rester af den døde person. Da knoglerne lå i uorden og flere store knogler manglede, er det sandsynligt, at den døde først havde været begravet et andet sted og siden var blevet flyttet til kirken. Knoglerne stammer fra en mand, der har været mellem 35 og 50 år gammel og 177 cm høj.
Denne døde person kan være kong Gorm den Gamle. Der blev nemlig fundet flere tegn på, at den døde person har været konge eller af kongeæt. Der blev bl.a. fundet ca. 500 små guldspiraler, der kan have været en del af noget tekstil, indvævet med guldtråde (hvilket leder tankerne hen på en fornem person). Desuden blev der fundet to forgyldte sølvsmykker med indlagt niello, hvis mønstre havde flere lighedstræk med de smykker, der blev fundet i det tomme gravkammer i gravhøjen nord for kirken.
Alle disse indicier har understøttet teorien om, at kong Gorm den Gamle først var begravet i nordhøjen og siden blev flyttet til kirken. Flytningen kan være foretaget af Harald Blåtand, der – for at vise sin nye tro – har ladet sin far flytte fra den nordlige gravhøj for at give ham en kristen begravelse inde i kirken. Andre har dog ud fra såvel historiske, kildemæssige, arkæologiske og aldersmæssige omstændigheder og indicier peget på, at den døde nok snarere er Gorms ældste søn og medkonge Knud Danaást og hvad angår teorien om overflytning fra Nordhøjen, så kan den gravlagte dér lige så vel have været Thyra Dannebod som det kan have været Gorm den Gamle.
Den 30. august 2000 blev skelettet af den kongelige person, efter 23 år på Nationalmuseet, genbegravet i gravkammeret i kirken. Knoglerne blev lagt i et zinkskrin. Zinkskrinet er ca. 70 cm højt og 55-57 cm bredt og langt. På en flise, der dækker kammergraven står skrevet: "Kong Gorm højsat 959 og siden gravlagt her". Siden blev der lagt nyt granitgulv og flisen kan ikke længere ses. Så stedet er nu markeret med et stykke sterlingsølv indsat i gulvets dekoration. Den 17. oktober 2022, på 1060-års dagen for Knud Danaásts død, blev der placeret en krans til minde for Knud Danaást ved siden af sølvstriben.
I starten af marts 2013 udtalte arkæolog og konsulent i Kulturstyrelsen Anne Nørgård Jørgensen at det ville være logisk at grave skelettet under kirken op, da man i 1980 aldrig fik rede på, om det med sikkerhed var Gorms knogler; der blev nemlig ikke foretaget en gentest på det tidspunkt. En evt. gentest vil ganske vist ikke kunne afgøre, om det drejer sig om Gorm den Gamle eller måske hans søn Knud Danaást, men det vil kunne påvises om manden har tilhørt den kongelige familie. Professor Niels Lynnerup mener dog, at de genetiske slægtsbånd er for tynde til, at en gentest vil give et brugbart resultat. Gentests kan desuden være delvist ubrugelige, da flere konger kan være blevet genbegravet og skeletter forvekslet; skeletterne af Svend Estridsen og hvad man havde antaget var hans mor Estrid (begge i Roskilde Domkirke) var i følge en gentest ikke beslægtede, og det kan ikke afgøres, hvem der var kongelig og hvem der ikke var, da slægtslinjen til nulevende personer er meget tynd.

### Kirkegården
Jelling Kirkegård er, som andre kirkegårde i landet, vokset i takt med befolkningstallet i byen. Det første kort, hvor kirkegården ses tydeligt, er fra 1781 og viser en kirkegård med en atypisk form, klemt inde mellem de to høje og med en afskæring mod øst, der følger kanten af den nu påviste skibssætning.
Kirkegården er adskillige gange blevet udvidet. Første gang i 1850'erne i form af et areal på vestsiden af nordhøjen. Den nordlige kirkegård er anlagt ca. år 1900. Kirkegården er desuden i år 1900 og 1992 blevet udvidet mod øst.
Den sydlige kirkegård er kirkens oprindelige kirkegård og har en meget tæt struktur med få hovedstier. Kirkegården er frodig og grøn og stierne er belagt med slidte granitbordursten. Afgrænsningen af kirkegården udgøres af dobbelte stendiger.
Den vestlige kirkegård strækker sig omkring den nordlige gravhøj. Den har tre rækker gravsteder og fungerer som bindeled mellem den sydlige og nordlige. Mod nord og vest afgrænses området af hække, mens afgræsningen af området op mod nordhøjen er umarkeret og diffus.
Den nordlige kirkegård har en ensartet form med grusbelagte, nord-sydgående stier langs dobbelte gravstedsrækker. Der findes både kistegravsteder med klippede hække og græsfelter med mindeplader. Afgrænsningen af kirkegården udgøres ligeledes af hække.

#### Udviklingsplan
I forbindelse med planerne om at blotlægge og markere omridsene af skibssætningen, palisaderne og resten af Jellingmonumenterne, har Jelling Kirkes menighedsråd besluttet sig for at sløjfe den vestlige del af kirkegården, så området omkring nordhøjen bliver frit. Nordkirkegården bevares af hensyn til gravstederne, men vil formentlig blive udvidet i vestlige retning. Dog kan den også alternativ blive udvidet lidt i alle retninger, for at skåne det vestlige areal, der bruges til offentlige arrangementer. Den vil dog få en mere afrundet form og gangene vil blive øst-vestlige, da den derved vil passe bedre til den oprindelige, sydlige kirkegård. Skibssætningens og centerlinjens omrids vil dog blive fritaget for gravsteder for at fremhæve de historiske levn. Kirkegården vil udadtil blive afgrænset af en skråning op mod et stendige, der kun kan ses inde fra kirkegården. Desuden vil der på begge kirkegårde blive anlagt hække op mod nordhøjen.
Første etape bliver etablering af stendiger og hække og nordkirkegårdens udvidelser mod vest. Efterhånden som gravstederne på vestkirkegården udløber, fjernes den, og når gravstederne på nordkirkegården udløber, anlægges nye stier og mellemrum.
Den nordlige kirkegård vil blive omdannet til en parkkirkegård med mindre, blomstrende træer. Der er også idéer for at anvende lyng som bundbeplantning.
Den sydlige kirkegård vil først og fremmest blive bevaret i sin historiske og særlige form. Stierne, gravpladserne og hækkene vil blive bevaret i hovedstrukturen, men der skal gennemføres tilpasninger for at give mulighed for maskingravning, stier til alle grave og forlængelse af kistegravstederne. Stierne skal ændres til græsstier på den østligste del af kirkegården og flere mindre gravsteder vil blive ændret til urnegravsteder.

## Verdensarv
Jelling Kirke blev sammen med Jellingstenene og de to gravhøje optaget på UNESCOs Verdensarvsliste i 1994 som det første danske kultur-mindesmærke.
Grunden er, at monumenterne samlet repræsenter religionsskiftet i Norden: Den Lille Jellingsten og gravhøjene repræsenterer det hedenske, men Den Store Jellingsten og kirken repræsenterer det kristne.
Diplomet hænger nu på museet Kongernes Jelling tæt ved monumenterne.

## Fodnoter
1. ↑  Poul Nørlund forklarede kvinden i baggrunden som fødselshjælpersken, der ifølge legenden ikke troede på Marias jomfruelighed, og som derfor blev straffet med en vissen hånd, der dog blev helbredt, da hun badede barnet.
2. ↑  Dateringen bygger på lignende figurer fra ca. 1500 i Løgumkloster

## Supplerende litteratur[33]
- Haastrup, Ulla & Robert Egevang (1986) Danske kalkmalerier Romansk tid 1080-1175, København: Nationalmuseet. ISBN 8748004669
- Christensen, Kjeld & Knud J. Krogh (1987) Jelling-højene dateret. Kristendommens indførelse og Gorm den Gamles død. Nationalmuseets Arbejdsmark, s. 223-231.
- Dyggve, Ejnar (1955) "Gorm's Temple and Harald's Stave-Church at Jelling", Acta Archaeologica XXV: 221-239.
- Gotfredsen, Lise & Hans Jørgen Frederiksen (2003) Troens billeder. Romansk kunst i Danmark, København: Gads Forlag. ISBN 978-87-12-03860-3
- Krogh, Knud J. (1983) "The Royal Viking-Age Monuments at Jelling in the Light of Recent Archaeological Excavations. A Preliminary Report", Acta Archaeologica 53: 183-216.
- Magnus-Petersen, Julius (1895) Kalkmalerier i danske kirker, København
- Saxtorph, Niels M. (1997) Danmarks kalkmalerier, 2. udgave, København: Politikens Forlag. ISBN 978-87-567-5840-6

- Wikisource har kildemateriale til denne artikel